# Enztal zwischen Niefern und Mühlacker
Das Natur- und Landschaftsschutzgebiet Enztal zwischen Niefern und Mühlacker liegt im baden-württembergischen Enzkreis auf dem Gebiet der Gemeinden Mühlacker und Niefern-Öschelbronn.

## Lage
Die Schutzgebiete erstrecken sich über vier Kilometer entlang der Enz zwischen den beiden Gemeinden, das NSG hat eine Fläche von 123 Hektar. Die Breite beträgt lediglich ein paar hundert Meter, die sich nur auf einem kurzen Abschnitt auf circa einen Kilometer weitet. Die Bebauung von Niefern-Öschelbronn und insbesondere des Ortsteils Enzberg der Stadt Mühlacker reicht direkt an die Grenze des Gebiets. Als Ergänzungsraum und Pufferzone dient das gleichnamige, 10,6 Hektar große Landschaftsschutzgebiet, das sich im Nordwesten unmittelbar anschließt.
Das NSG liegt fast komplett im FFH-Gebiet Enztal bei Mühlacker. Angrenzend finden sich die Landschaftsschutzgebiete Nieferner Enztal mit Seitentälern und Burgberg. Außerdem in nicht großer Entfernung, nordwestlich des NSG, befinden sich das Landschaftsschutzgebiet Kieselbronner Streuobst- und Dolinengebiet sowie der Schonwald Lattenwald.

## Kenndaten
Das Gebiet wurde mit Verordnung des Regierungspräsidiums Karlsruhe vom 2. Dezember 1986 als Natur- und Landschaftsschutzgebiet ausgewiesen und wird unter der Schutzgebietsnummer 2.096 geführt. Der CDDA-Code lautet 162964 und entspricht der WDPA-ID. Das LSG hat die Schutzgebiets-Nr. 2.36.036.

## Schutzzweck
Schutzzweck ist die Erhaltung und Sicherung der naturnahen und typischen Landschaft des Enztales, insbesondere des Flusslaufes, der feuchten und nassen Standorte in der Flussaue und der trockenen Standorte an den Hang- und Felspartien als Lebensraum vielschichtiger Pflanzen- und Tiergesellschaften im Grenzbereich zwischen Buntsandstein und Muschelkalk.

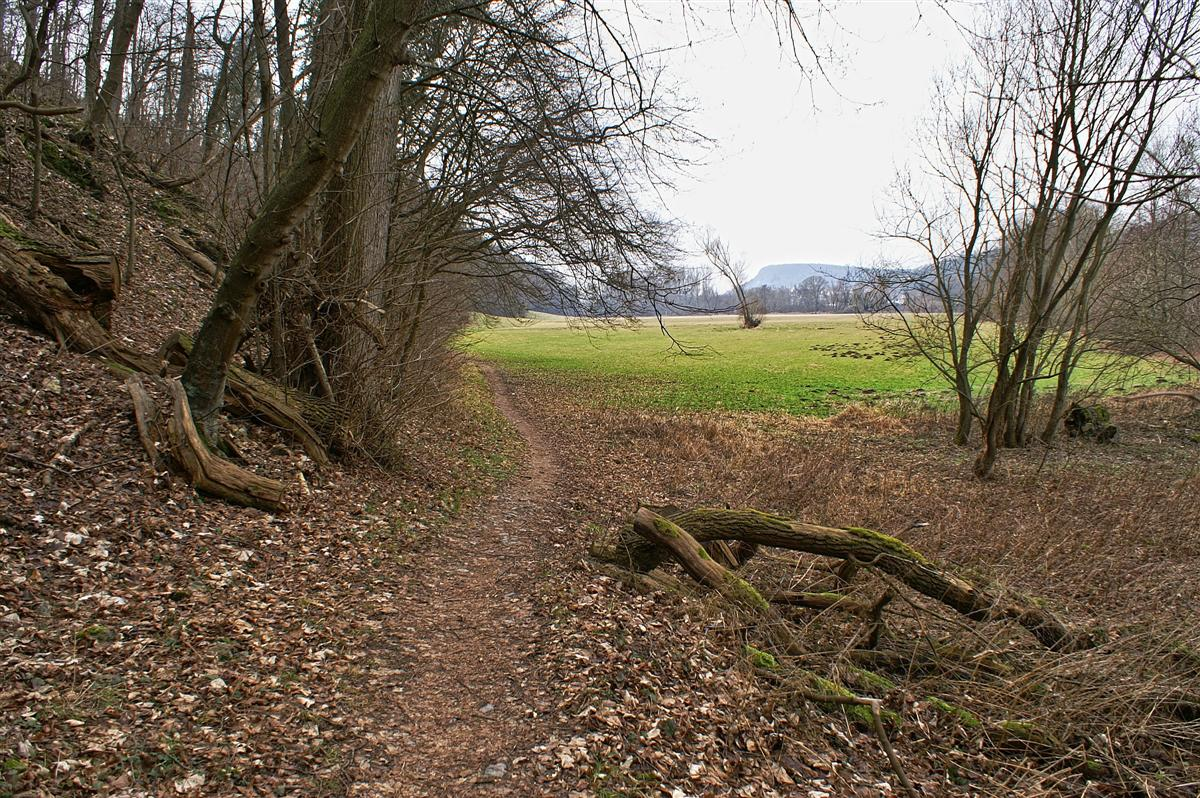
Pfad am Auenrand im NSG
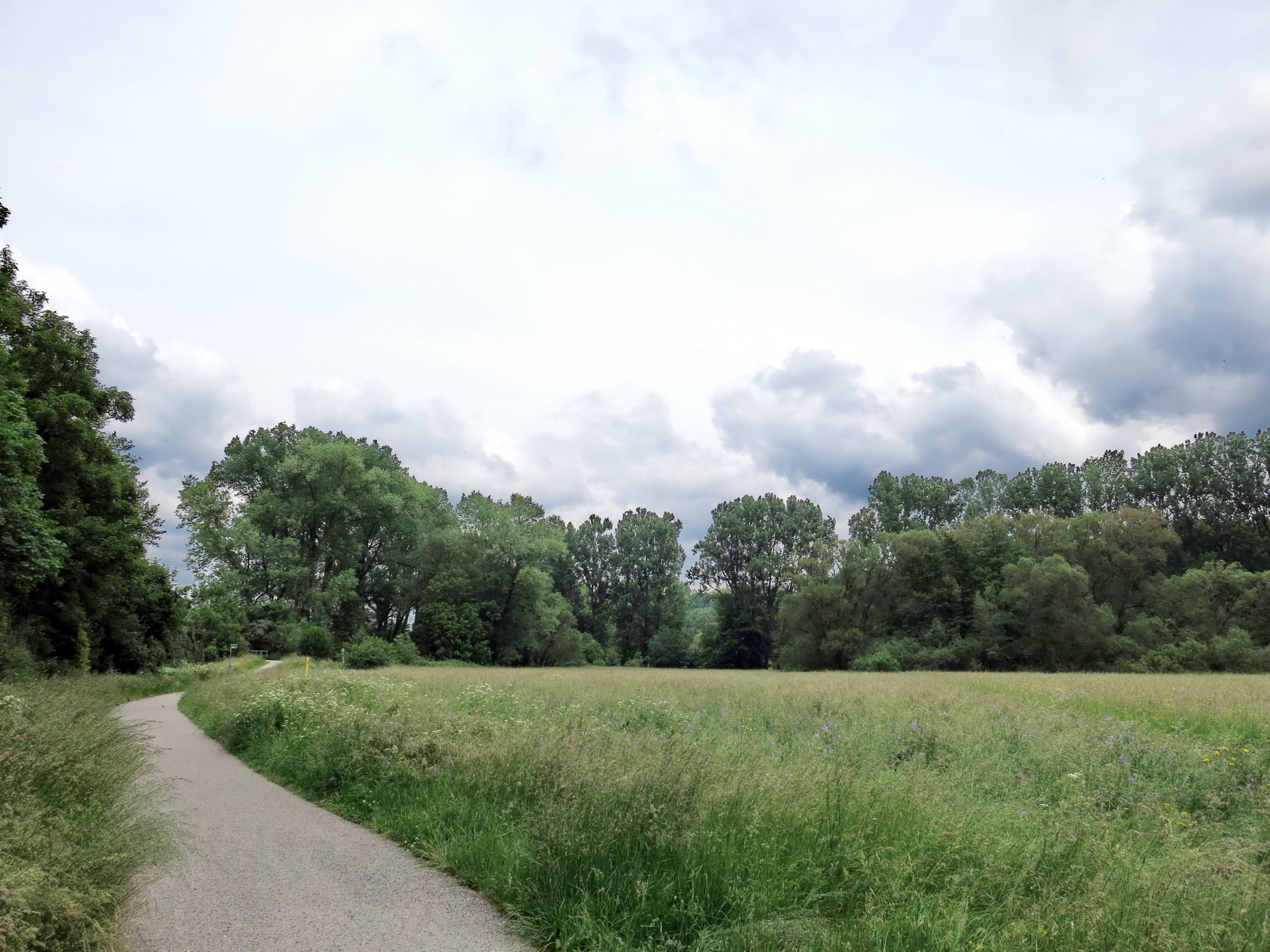
Weg im NSG
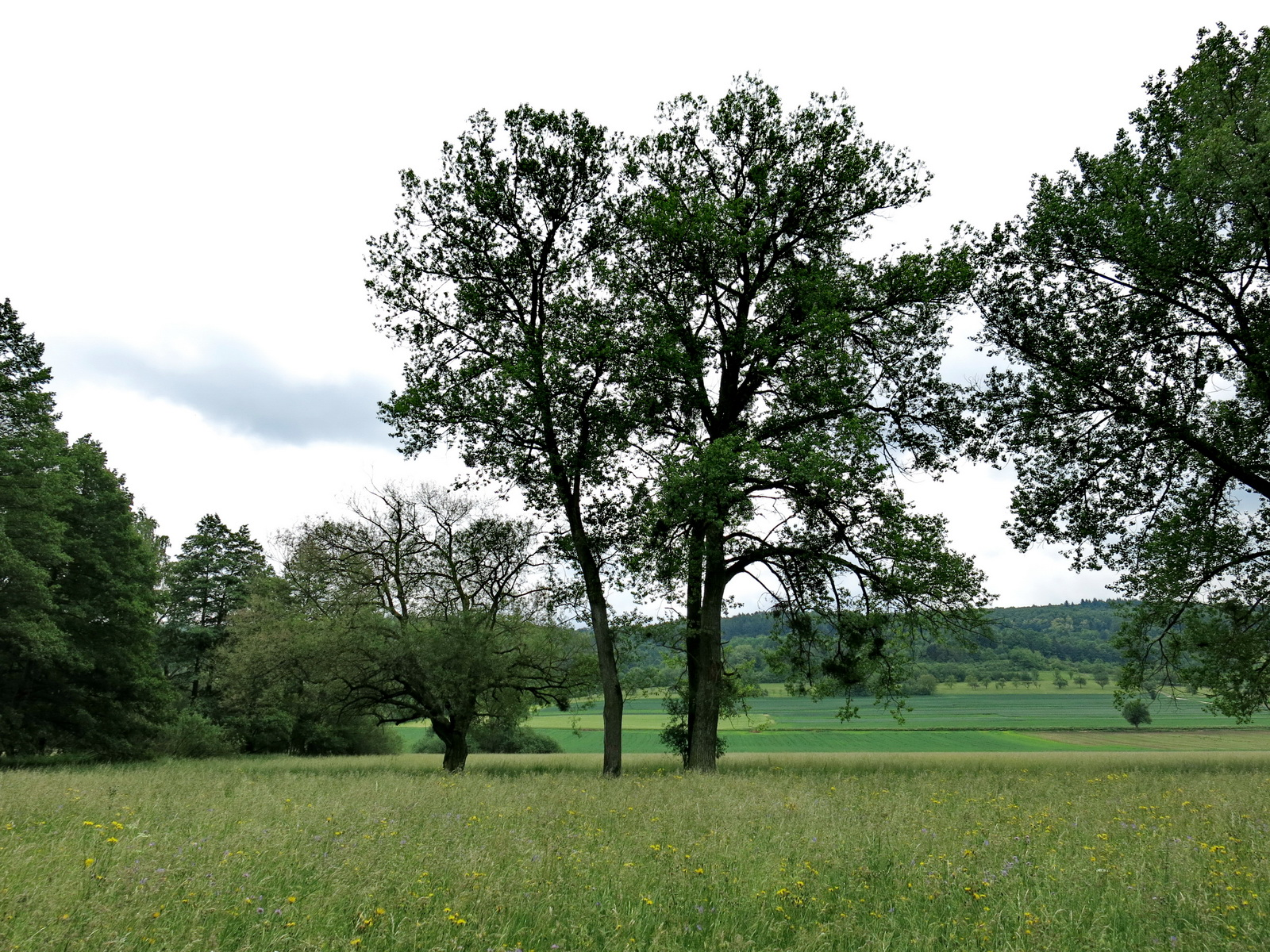
Wiesenlandschaft im NSG